# Jeannie Hsieh
Jeannie Hsieh (kinesiska: 謝金燕), född 25 december 1974 i Kaohsiung, är en taiwanesisk sångerska. 

## Biografi
Jeannie Hsieh har varit aktiv inom musikbranschen sedan 1990 och har sedan dess spelat in ett flertal album. Hon vann priset för "bästa kvinnliga taiwanesiska artist" vid Golden Melody Awards både år 2007 och 2012. Hon är dotter till den kända taiwanesiska skådespelaren och komikern Chu Ke-liang.
Hennes låt "Yue Wan Wan" som gavs ut den 18 november 2011 blev en hit. Låten framförs på både taiwanesiska och standardkinesiska och handlar om månen och känslor man kan ha när man ser på den på natten, t.ex. ensamhet eller hemlängtan. Den tillhörande musikvideon hade fler än 200 000 visningar på Youtube i januari 2013.

## Diskografi

### Album i urval
- 2001 - 永遠愛你 / Love You Forever[5]
- 2002 - YOYO姊妹 / YOYO Sister[6]
- 2004 - 默契 / Have Mutual Affinity[7]
- 2005 - 練舞功 / Dance Power[8]
- 2006 - 嗆聲 / Provocative[9]
- 2010 - 愛你辣 / Hot Love[10]
- 2011 - 月彎彎 / The Crescent Moon[11]